# هولندا (كولورادو)
هولندا (بالإنجليزية: Nederland, Colorado)‏ هي بلدة تقع في مقاطعة بولدر، كولورادو بولاية كولورادو في الولايات المتحدة. تبلغ مساحتها 4.1 (كم²)، وترتفع عن سطح البحر 2508 م، بلغ عدد سكانها 1445 نسمة في عام 2010 حسب إحصاء مكتب تعداد الولايات المتحدة وتصل الكثافة السكانية فيها 368.4 نسمة/كم2.

## المناخ
يظهر الجدول التالي التغييرات المناخية على مدار السنة لهولندا:
| البيانات المناخية لـهولندا        | البيانات المناخية لـهولندا | البيانات المناخية لـهولندا | البيانات المناخية لـهولندا | البيانات المناخية لـهولندا | البيانات المناخية لـهولندا | البيانات المناخية لـهولندا | البيانات المناخية لـهولندا | البيانات المناخية لـهولندا | البيانات المناخية لـهولندا | البيانات المناخية لـهولندا | البيانات المناخية لـهولندا | البيانات المناخية لـهولندا | البيانات المناخية لـهولندا |
| الشهر                             | يناير                      | فبراير                     | مارس                       | أبريل                      | مايو                       | يونيو                      | يوليو                      | أغسطس                      | سبتمبر                     | أكتوبر                     | نوفمبر                     | ديسمبر                     | المعدل السنوي              |
| --------------------------------- | -------------------------- | -------------------------- | -------------------------- | -------------------------- | -------------------------- | -------------------------- | -------------------------- | -------------------------- | -------------------------- | -------------------------- | -------------------------- | -------------------------- | -------------------------- |
| الدرجة القصوى °ف (°م)             | 65 (18)                    | 61 (16)                    | 65 (18)                    | 71 (22)                    | 78 (26)                    | 86 (30)                    | 87 (31)                    | 89 (32)                    | 82 (28)                    | 79 (26)                    | 70 (21)                    | 64 (18)                    | 89 (32)                    |
| متوسط درجة الحرارة الكبرى °ف (°م) | 34.9 (1.6)                 | 37.8 (3.2)                 | 41.8 (5.4)                 | 49.2 (9.6)                 | 57.5 (14.2)                | 69.1 (20.6)                | 75.2 (24.0)                | 73.3 (22.9)                | 65.3 (18.5)                | 55.2 (12.9)                | 43.1 (6.2)                 | 37.1 (2.8)                 | 53.2 (11.8)                |
| متوسط درجة الحرارة الصغرى °ف (°م) | 10.2 (−12.1)               | 12.9 (−10.6)               | 16.7 (−8.5)                | 22.7 (−5.2)                | 29.3 (−1.5)                | 37.1 (2.8)                 | 42.6 (5.9)                 | 41.2 (5.1)                 | 33.8 (1.0)                 | 25.3 (−3.7)                | 17.5 (−8.1)                | 12.5 (−10.8)               | 25.2 (−3.8)                |
| أدنى درجة حرارة °ف (°م)           | −30 (−34)                  | −30 (−34)                  | −30 (−34)                  | −10 (−23)                  | 6 (−14)                    | 14 (−10)                   | 27 (−3)                    | 19 (−7)                    | 3 (−16)                    | −2 (−19)                   | −25 (−32)                  | −34 (−37)                  | −34 (−37)                  |
| الهطول إنش (مم)                   | 0.5 (13)                   | 0.6 (15)                   | 1.3 (33)                   | 2.2 (56)                   | 2.7 (69)                   | 1.7 (43)                   | 2.4 (61)                   | 2.0 (51)                   | 1.7 (43)                   | 1.0 (25)                   | 1.1 (28)                   | 0.7 (18)                   | 17.9 (455)                 |
| متوسط تساقط الثلوج إنش (سم)       | 13.3 (34)                  | 13.1 (33)                  | 23.9 (61)                  | 24.3 (62)                  | 12.2 (31)                  | 1.8 (4.6)                  | 0.0 (0.0)                  | 0.0 (0.0)                  | 5.2 (13)                   | 9.3 (24)                   | 19.9 (51)                  | 16.1 (41)                  | 139.1 (354.6)              |
| متوسط أيام هطول الأمطار           | 6                          | 5                          | 7                          | 8                          | 11                         | 8                          | 14                         | 12                         | 8                          | 6                          | 7                          | 5                          | 97                         |
| المصدر: Weatherbase               |                            |                            |                            |                            |                            |                            |                            |                            |                            |                            |                            |                            |                            |

## وصلات خارجية
- www.town.nederland.co.us
- The US50 - Cities and Towns in Colorado State
- Colorado Cities and Towns, Facts, Map, Flag, Colleges, Government, and More